# Helmut Welz (1911–1979)
Helmut Welz (* 20. August 1911 in Schkeuditz bei Leipzig; † 29. Oktober 1979) war ein deutscher Offizier, Buchautor und späterer stellvertretender Oberbürgermeister von Dresden.

## Biographie
Helmut Welz studierte zwischen 1930 und 1934 an der Universität Breslau und der Technischen Hochschule Wien Chemie mit dem Abschluss als Diplom-Chemiker und trat 1933/34 in die SA ein. 

### Berufsoffizier und Kriegsdienst
1934 begann er an der Kriegsschule Hannover eine Ausbildung zum Berufsoffizier, welche er am  1. April 1937 mit der Beförderung zum Leutnant beendete. Anschließend wurde er in die II. Kompanie des Pionier-Bataillons 34 in Koblenz versetzt. 
Im Zweiten Weltkrieg kommandierte Welz im Rang eines Hauptmanns das Pionier-Bataillon 179 der 79. Infanterie-Division an der Ostfront.
Seine Einheit kämpfte von Ende Oktober 1942 bis Anfang 1943 im Stahlwerk „Roter Oktober“ in Stalingrad und nahm an der Operation Hubertus teil. Hauptmann Welz erhielt dabei die Anweisung, am 11. November 1942 mit dem PiBtl. 179 die Martinsofenhalle endgültig niederzuwerfen. Welz widersetzte sich zunächst diesem Befehl, da das Bataillon seiner Einschätzung nach in den vorangegangenen Kämpfen bereits zu große Verluste erlitten hatte. Ein erfolgreicher Angriff auf die Halle schien ihm daher nicht durchführbar, was seinen Kommandeur jedoch nicht interessierte:

„Ich brauche ihre Ratschläge nicht und verbitte mir diese Belehrungen. Wenn Sie es anders besser verstehen: Divisionsbefehl, Sie greifen am 11. November Halle Vier an und stoßen bis zur Wolga durch, verstanden?“

Wassili Tschuikow merkte später hierzu an, dass der Divisionsbefehlshaber aus einer zehn Kilometer entfernten Stellung die Durchführbarkeit eines solchen Unternehmens hätte gar nicht beurteilen können.
Während der Zeit der Einkesselung wurde Welz zum Major befördert. Am 30. Januar 1943 geriet er kurz vor der Kapitulation der 6. Armee in Stalingrad in sowjetische Kriegsgefangenschaft.

### Gefangenschaft, Kommunismus, DDR
Während seiner sowjetischen Kriegsgefangenschaft wurde Welz Antifa-Schüler, Mitglied des Nationalkomitees Freies Deutschland (NKFD) und schließlich überzeugter Kommunist.
Welz erfuhr am 29. April 1945, dass er als Mitglied der Gruppe Ackermann in Sachsen tätig werden sollte. Am 9. Mai 1945 erreichte die Gruppe Dresden. Der vom sowjetischen Stadtkommandanten als Oberbürgermeister eingesetzte Rudolf Friedrichs ernannte Welz zum Stadtrat für das Bauwesen und die kommunalen Betriebe. Im Juli 1945 wurde er stellvertretender Oberbürgermeister von Dresden. Mit Aufnahme seiner Tätigkeit in Dresden wurde Welz auch als Generaldirektor der DREWAG, der Dresdner Versorgungsbetriebe eingesetzt. Dieses Amt hatte er bis Mai 1949 inne. Im Zuge des Aufbaus bewaffneter Organe in der SBZ wurde Welz ob seiner Erfahrung als aktiver Wehrmachtsoffizier für die Verwaltung für Schulung (VfS) verpflichtet. Er führte zunächst im Range eines VP-Inspekteurs eine militärische Lehreinrichtung in Klietz. 1951 wurde er nach Leipzig versetzt, wo er nunmehr im Range eines Obersts eine gemischte Bereitschaft der HVA/KVP kommandierte. Gleichzeitig war er Stadtkommandant von Leipzig. 1953 schied Welz aus der KVP aus, um nunmehr einen verstaatlichten Betrieb der Deutschen Solvay-Werke in Westeregeln als Direktor bis 1958 zu leiten. Anschließend war er bis 1962 als Direktor der Staßfurter Soda-Werke tätig. Danach ging Welz 51-jährig in Rente und widmete sich seiner schriftstellerischen Tätigkeit.
Welz war Mitglied in der von 1958 bis 1971 bestehenden Arbeitsgemeinschaft ehemaliger Offiziere, welche eine auf SED-Initiative gegründete Organisation darstellte und der politischen Instrumentalisierung diente.

## Autobiographie „Verratene Grenadiere“
In seiner Autobiographie „Verratene Grenadiere“ verarbeitete Welz seine Kriegserlebnisse an der Ostfront. Von den ersten Pionieroperationen bei Kalatsch berichtete er bis zu der Endphase des deutschen Angriffs in Stalingrad im Herbst 1942. Weiterhin vom Einsatz seines Bataillons in den Kämpfen um die Martinsofenhalle im November 1942 bis zur sowjetischen Operation Uranus und der Einkesselung Stalingrads durch die Rote Armee.
Ein Großteil des Buches ist der Beschreibung von Soldatenschicksalen während der Kesselschlacht gewidmet, Welz schildert die letzten Stunden der deutschen Generalität und die aussichtslose Lage vor der Kapitulation im Kaufhaus Uniwermag. Im letzten Kapitel geht es um seine Erfahrungen während der sowjetischen Kriegsgefangenschaft. Vom Gefangenenlager Krasnoarmeisk wurden Welz und einige andere Offiziere nach Krasnogorsk vor Moskau gebracht, wo sie verpflegt und medizinisch versorgt wurden.
Dabei reflektierte er die verantwortungslose Befehlskette und machte sich Vorwürfe für die vielen Soldatenopfer:

„Ich kann mich von der Schuld nicht freisprechen, ein ganzes Bataillon in sein Verderben geführt zu haben. Trotz aller Bedenken, ja, trotz besseren Wissens habe ich letzten Endes immer „jawohl“ gesagt, wenn es darum ging, wirklichkeitsfremde Befehle auszuführen und die Kompanien in verlustreiche Kämpfe zu werfen. Natürlich, ich war wohl jedesmal dabei, wenn es mulmig wurde, ich habe den Kopf genauso hingehalten wie jeder andere. Aber das genügt nicht. Damit habe ich nur ein Beispiel gegeben, das für siebenhundert Pioniere tödlich war.“

Mit seiner Stammeinheit wäre er nach eigener Darstellung in den Tod gegangen, da die Pioniere jedoch unter „fremdes“ Kommando gestellt wurden und von „fremden“ Divisionskommandeuren in sinnlosen Himmelfahrtskommandos geopfert wurden, befand sich der mittlerweile zum Major beförderte Welz in den letzten Wochen der Schlacht in einer solchen fremden Einheit, welche nach seinen Schilderungen aus fanatischen Nationalsozialisten bestanden hätte, für deren Überzeugung Welz nicht sterben wollte. Welz sah es als seine zukünftige Aufgabe der folgenden Generation vor der Sinnlosigkeit und Grausamkeit des Krieges zu warnen. Er und seine Mithäftlinge gewannen die Überzeugung, dass der Eroberungskrieg in Russland nicht mehr zu gewinnen sei und man den Nationalsozialismus in Berlin zerschlagen müsse, weiterhin hätten alle Truppen in die Reichsgrenzen zurückzukehren und sofortige Friedensverhandlungen mit den Alliierten aufzunehmen.
Diese neue Grundhaltung führte 1943 zum Nationalkomitee „Freies Deutschland“ und knüpfte an die alten deutsch-russischen Beziehungen an. Die NKFD-Bewegung entstand nach Konflikten mit nationalsozialistischen Traditionalisten im Kriegsgefangenenlager 97 an Kama-Fluss bei Moskau und erhielt nach und nach prominente Gefolgschaft wie z. B. Generalmajor Lattmann, Kommandeur der 14. Panzer-Division. Im Schlusswort warnt Welz vor dem in der Bundesrepublik vorherrschenden Imperialismus, einem reaktionären Offizierskorps und dass dort niemand Lehren aus der Schlacht von Stalingrad gezogen habe.

## Werke
- Verratene Grenadiere. Dt. Militärverlag, Berlin 1967.
- Die Stadt, die sterben sollte. Militärverlag der DDR, Berlin 1975. (Vom schweren Neubeginn in Dresden nach Ende des Zweiten Weltkrieges.)
- In letzter Stunde. Biographie nach umfangreichen Aufzeichnungen Arno von Lenskis, Verlag der Nation, Berlin 1978.